# Anthomyia subabyssinica
Anthomyia subabyssinica är en tvåvingeart som beskrevs av Ackland 2001. Anthomyia subabyssinica ingår i släktet Anthomyia och familjen blomsterflugor. Inga underarter finns listade i Catalogue of Life.